# Алея на космонавтите (Варна)
Алеята на космонавтите се намира в близост до Пантеона в Морската градина във Варна.
Традиция е космонавтите, пристигащи в България, да засаждат по едно иглолистно дръвче. Първото такова е посадено от Юрий Гагарин на 26 май 1961 г.
Бюст-паметникът на Юрий Гагарин е открит с тържествена литургия на 8 октомври 2011 г. Изработен е от бронз, с височина 56 cm и тежи 50 kg. Заедно с постамента височината му е 2,30 m. Скулптор е Алексей Леонов. Всички разходи по поставянето му са поети от международната благотворителна фондация „Диалог между културите – единен свят“.
Между имената от плочи на знаменити космонавти са и тези на българските космонавти Георги Иванов и Александър Александров. В алеята са поставени плочи с имената на:
- Летец-космонавт – Павел Беляев – 1965 Возход-2;
- Летец-космонавт – Георгий Береговой – 1968 Союз-3;
- Летец-космонавт – Алексей Леонов – 1965 Возход-2, 1975 Союз-19, Аполо;
- Летец-космонавт – Валентина Терешкова – 1963 Восток-5;
- Летец-космонавт – Валерий Биковски – 1963 Восток-5, Союз-29; 1978 Салют-6, Союз-31;
- Летец-космонавт – Андриян Николаев – 1962 Восток-3; 1970 Союз-9;
- Летец-космонавт – Алексей Елисеев – 1969 Союз-5, Союз-4, Союз-8; 1971 Союз-10;
- Летец-космонавт – Павел Попович – 1962 Восток-4; 1974 Союз-14, Салют-3;
- Летец-космонавт – Алексей Губарев – 1974 Союз-17, Салют-4; 1978 Союз-28, Салют-6;
- Летец-космонавт – Николай Рукавишников – 1971 СОЮЗ -10; 1974 Союз -16; 1979 Союз-33;
- Летец-космонавт – Юрий Гагарин – 12.04.1961 Восток-1;
- Летец-космонавт – Георги Иванов – 10 – 12.04.1979 Союз-33;
- Летец-космонавт – Александър Александров – 07.06.1988 Союз М-5;
- Летец-космонавт – Герман Титов – 1961 Восток-2.[1]